# Meloe ganglbaueri
Meloe ganglbaueri is een keversoort uit de familie van oliekevers (Meloidae). De wetenschappelijke naam van de soort is voor het eerst geldig gepubliceerd in 1905 door Apfelbeck.